# Angitia camptosema
Angitia camptosema är en fjärilsart som beskrevs av George Francis Hampson 1918. Angitia camptosema ingår i släktet Angitia och familjen nattflyn. Inga underarter finns listade i Catalogue of Life.